# Ranzevelle
Ranzevelle település Franciaországban, Haute-Saône megyében. Lakosainak száma 16 fő (2022. január 1.). Ranzevelle Corre, Aisey-et-Richecourt és Ormoy községekkel határos.

## Népesség
A település népessége az elmúlt években az alábbi módon változott:
| Lakosok száma | 24   | 18   | 17   | 16   | 16   | 16   | 16   | 16   |
|               | 2013 | 2015 | 2017 | 2018 | 2019 | 2020 | 2021 | 2022 |